# Marianenboshoen
Het marianenboshoen (Megapodius laperouse) is een vogel uit de familie grootpoothoenders (Megapodiidae). De wetenschappelijke naam van de soort is voor het eerst geldig gepubliceerd in 1823 door Gaimard. Het is een bedreigde, endemische vogelsoort op de Palau-eilanden en de Marianen.

## Kenmerken
De vogel is 38 cm lang. Het is een middelgroot, donker bruinachtig zwart gekleurd boshoen. Het hoen heeft een korte, bleekgrijze kuif, een gele snavel en de naakte huid rond het oog is rood. De poten zijn opvallend groot en vuilgeel gekleurd. De vogel lijkt daardoor soms op een verwilderde kip (Gallus gallus).

## Verspreiding en leefgebied
De soort telt twee ondersoorten:
- M. l. senex: de Palau-eilanden.
- M. l. laperouse: de Marianen.

Het leefgebied bestaat uit stukjes bos op bodems van vulkanische oorsprong, stranden en kokospalmplantages. Op de Marianen komen de vogels ook voor op gebied met een kalksteenbodem. Ze foerageren op de bosbodem en leven van zowel dierlijk (insecten, kreeftachtigen) als plantaardig voedsel.
Het Marianenboshoen en enige andere grootpoothoeders zijn de enig bekende vogels die hun eieren uitbroeden met vulkanische warmte.

## Status
Het marianenboshoen heeft een beperkt verspreidingsgebied en daardoor is de kans op uitsterven aanwezig. De grootte van de populatie werd in 2012 door BirdLife International geschat op 1300 tot 1700 volwassen individuen en de populatie-aantallen nemen af door habitatverlies. Het leefgebied wordt aangetast door begrazing door verwilderde uitheemse grazers. Ook natuurrampen zoals tropische stormen en vulkaanuitbarstingen hebben hun tol geëist. De totale populatie op het eiland Anatahan werd weggevaagd door vulkaanuitbarstingen in 2003 en 2004. Bovendien worden de vogels bejaagd en hun eieren geraapt. Om deze redenen staat deze soort als bedreigd op de Rode Lijst van de IUCN.